# Wspólna progenitorowa komórka limfopoezy
Wspólna progenitorowa komórka limfopoezy (CLP, ang. Common Lymphoid Progenitor) – komórka wywodząca się w prostej linii od komórki macierzystej hemopoezy (HSC), dająca początek komórkom linii limfoidalnej, czyli limfocytom, komórkom NK oraz limfoidalnym komórkom dendrytycznym. Pod względem morfologii podobna do innych komórek macierzystych i limfoidalnych, nie posiada jednak ani TCR, ani BCR na swojej powierzchni.